# La ragazza del prete
La ragazza del prete è un film del 1970 diretto da Domenico Paolella.

## Trama
Don Michele, un giovane prete proveniente dalla Puglia, giunge a Roma, chiamato dallo zio Mimì, un Cardinale che ricopre un'alta carica in Vaticano, il quale gli ha affidato la parrocchia di una borgata. Nonostante il difficile ambiente, formato prevalentemente da piccoli ladri, Don Michele, con il suo modo di fare aperto e deciso, riesce a conquistarsi il rispetto dei parrocchiani. Un giorno passano per la Chiesa alcune turiste tedesche: Don Michele, soffermatosi a parlare con una di loro, la giovane Erika, si sente turbato dal fascino della ragazza, che a sua volta non gli nasconde la propria simpatia. Intanto è giunto a Roma anche il fratello di Don Michele, Nicola, il quale intende partecipare a un concorso bandito dalla televisione per una canzone. Trovati tra le carte del fratello alcuni fogli di musica con una composizione, Nicola li utilizza presentandoli al concorso. La composizione - scritta da Don Michele per Erika - risulta prima classificata. Nicola che ha compreso la difficile situazione nella quale si trova il fratello, lo esorta a seguire gli impulsi del cuore. E così farà Don Michele, partendo da Roma in compagnia di Erika.

## Curiosità
In questo film Nicola di Bari è doppiato da Massimo Turci, mentre Susana Martinkova da Micaela Esdra.